# Принц Едуард (архипелаг)
Вижте пояснителната страница за други значения на Принц Едуард.
Студеният субантарктически архипелаг Принц Едуард (46°52'34" ю. ш. и 37°51'32" и. д.) се намира в южната част на Индийския океан в непосредствена близост до границата на антарктическата конвергенция. Разположен е на 1770 км югоизточно от Порт Елизабет, ЮАР, и на около 950 км западно от френския архипелаг Крозе.
Марион, по-големият от двата основни острова, е дълъг приблизително 19 км, има ширина 12 км и 72 км брегова линия.
Остров Принц Едуард (46°38' ю.ш. и 37°57' и.д.) е дълъг 10 км, има площ 55 кв. км и се намира на 22 км североизточно от Марион. Общата площ на архипелага Принц Едуард е 316 кв. км.
Политически той е част от Република Южна Африка, според чието административно устройство попада в провинция Нос Добра Надежда.

## Релеф
Островите Принц Едуард представляват върхове на изгаснали вулкани, издигащи се от дълбочина 3 км. За Марион са специфични големият брой вторични кратери и множеството малки езера, а югозападното крайбрежие на остров Принц Едуард се характеризира с грандиозни скални участъци, извисяващи се до 490 м над океанската повърхност.
Най-високата точка на островите Принц Едуард е разположеният на Марион връх Стейт Президънт Пийк (1230 м), който перманентно е покрит със сняг и лед. На Марион е останал само един ледник, който обаче постоянно се топи и е много по-малък, отколкото преди 30 години.

## Дива природа
Като цяло и на двата острова растителността е изключително оскъдна, представена главно от остра, къса трева и лишеи, макар че се срещат и мочурливи области, гъсто обрасли с папрати. Дървета и храсти не виреят поради непрестанните свирепи и студени ветрове, дали на тези ширини името „Ревящите четиридесет градусови“. На островите са представени 15 вида цветни растения, между които антарктическата ливадина Poa cookii, Azorella и Acaena, а също и някои видове папрат.
Във влажната и обрасла с растения низина на остров Марион живеят около 2 млн. морски птици. Освен кралски пингвин и южен гигантски буревестник, на островите Принц Едуард гнездят още между 27 и 39 вида птици, в това число пингвините рокхопър, пингвини гунту и кергеленската рибарка. Други характерни представители на островната фауна са кралският корморан, албатросът-скитник и изключително грабливият морелетник (скуа). Той, съвместно с южния гигантски буревестник, са главните естествени врагове на пингвините.
Подобно на много други субантарктически острови, привнесените видове нанасят непоправими щети върху флората и фауната на островите Принц Едуард. През 19 век с тюленоловните кораби на островите пристигат мишки, които сериозно унищожават и без това бедната местна растителност. Това рефлектира силно и върху ендемичните за тези територии насекоми. За да се ограничи популацията на мишата напаст, през 1949 г. на Марион са докарани 5 домашни котки. През 1977 г. броят им вече е достигнал до 3400 и колониите на повечето видове птици са изправени пред сериозна заплаха от унищожаване. Това спешно налага разработването на Програма за премахване на котките на остров Марион. При реализирането на първия етап са уловени няколко котки, които са инфектирани с вируса на цялостната левкопения (panleucopenia) и са пуснати обратно сред природата. В резултат на биологичната атака през 1982 г. котешката популация драстично е намалена до 615 резистентни към болестта екземпляра. В тяхна чест през 1986 г. стартира вторият етап от Програмата за премахване на котките. При него се пристъпва към нощен лов и за три сезона осем екипа от по двама души, въоръжени с 12 калиброви пушки, успяват да ликвидират 803 екземпляра. Прогресивното намаляване на ловните резултати и видимото запазване на нивото на котешката популация показва, че ловът не е достатъчно ефективно средство за справяне с този проблем. В действие влиза употребата на капани, с чиято помощ между 1989 г. и 1991 г. са изловени и останалите оцелели котки. За период от 12 месеца след април 1991 г. в капаните попадат само 8 котки, а три от ловните екипи изобщо не отбелязват резултати. Така, след 19 години на целенасочени усилия, котките на остров Марион са ликвидирани тоталното и днес популациите на най-засегнатите пернати видове постепенно започват да се съвземат.

## Климат
Климатът на островите е хладен и влажен, изобилстват чести бури и валежи. Слънчевите дни са редки, като средната лятна температура варира между 5 градуса С и 10 градуса С, а зимната – между минус 1 и минус 6.
На островите Принц Едуард преобладаващи са северозападните ветрове, а тихото и спокойно време е доста рядко явление. На бурите със средна скорост на вятъра от 55 км/ч се падат към 107 дни в годината. Често пъти се регистрират и ураганни пориви на вятъра, достигащи до 160 – 200 км/ч.

## История
Островите Принц Едуард са открити на 14 март 1663 г. от холандския мореплавател Барент Барентсон Лам, който пътува на борда на Maerseveen за Източните Индии.
Лам нарекъл по-северния от двата острова Диана, а другия кръстил на свое име. В докладът си Лам дава неточни координати на островите, поради което следващи холандски експедиции не успяват да ги достигнат.
След Лам цели 109 години на острова не е стъпил нито един европеец. Следващият, който достига до тези земи, е френският капитан Марк-Жозеф Марион дю Френ.
На 17 януари 1772 г. експедицията, командвана от Марион дю Френ, достига двата основни острова на архипелага. Лошото време не позволява на откривателите да слязат на сушата, но за да подчертае увереността си, че ще открие заветния Южен континент, Марион дю Френ кръщава първия Terre de l'Espérance (Земя на надеждата), а на втория дава описателното име L'Ile de la Caverne (Острова на пещерата).
Четири години по-късно капитан Джеймс Кук по време на второто си околосветско плаване отбелязва двата острова като острови Принц Едуард, с което са известни до днес. В чест на откривателя им по-големият от тях получава името Марион.
В началото на 20 век правителството на Великобритания приема, че островите Принц Едуард му принадлежат и през 1926 г. британците отдават за 10 години на компанията Kerguelen Sealing & Whaling Co. правото за ловене на тюлени, китове и добиването на минерали на островите Принц Едуард и остров Хърд.
Непосредствено след края на Втората световна война, правителството на Великобритания решава да отстъпи островите Принц Едуард на ЮАР като превантивна мярка, за да не попаднат във вражески ръце. При дълбока секретност HMSAS Transvaal се отправя към Марион и на 4 януари 1948 г. архипелагът е обявен за южноафриканска територия.
Още от ранните научни експедиции се полага началото на биологическото изследване на островите Принц Едуард. Колекциите с биологични образци и наблюденията върху дивата природа, провеждани през 19 и 20 век полагат началото на екологичния интерес към островите, получил същинското си развитие след Втората световна война. Оттогава биологическите изследвания се осъществяват чрез постоянни научни програми.
Наред с традиционните метеорологични наблюдения, на територията на станцията на о. Марион са изготвени над 800 научни публикации и множество научнопопулярни статии и филми. Научните дейности и по-специално биологическите изследвания днес формират едно от главните основания за поддържане на научната станция на островите Принц Едуард.
На 22 септември 1979 г. един от американските разузнавателни спътници Вела засича активност в близост до островите, която е приета за проблясък от малък ядрен опит. Събитието все още е спорно и е познато като Инцидентът Вела.